# لوك بريسي
لوك بريسي (بالإنجليزية: Luke Bracey)‏ (مواليد 26 أبريل 1989) هو ممثل استرالي.

## مهنة
ولد 26 أبريل 1989 في سيدني، وجد الشاب أسترالي نفسه لاعب الركبي وعمل في مواقع البناء وأبدأ أخذ دروسا في التمثيل.وقال انه بدء تمثل أول مرة في المسرحية الهزلية محلية.له، أنها كانت ذهابا وايابا، والتي شهدت أسمائه عامة مثل كريس هيمسوورث، ميليسا جورج، إيسلا فيشر وداني مينوغ.
كان أول دور السينمائي له، في عام 2011 في الفيلم الكوميدي مونت كارلو ، في سن المراهقة إلى جانب سيلينا غوميز. بعد ذلك بعامين قام بتمثيل في جي. آي. جو: الانتقام حيث فإنه يستبدلجوزيف غوردون-ليفيت في دور قائد كوبرا.
في عام 2014، حصل على دور أكثر أهمية الجاسوس في فيلم رجل نوفمبر مع بيرس بروسنان وأولغا كوريلنكو والفيلم الرومانسي الكوميدي، فرصة ثانية
مع نيكولاس سباركس .وبالتالي لدى لوك فيلم الشهرة النسبي تصوير السينمائي عند منتجي الأفلام كسر نقطة الذي قام فيه بالدور الرئيسي.

## فيلموغرافيا مختارة

### التلفزيون
- 2009-2010 : ذهابا وايابا : Trey Palmer
- 2013 :الجانب الغربي لل ماك جي فيلم تلفزيوني : كريس جارفر

### السينما
- 2011: مونت كارلو في دور : رايلي
- 2013 : جي. آي. جو: الانتقام في دور: قائد كوبرا
- 2014 : رجل نوفمبر في دور : ديفيد ماسون
- 2014 : فرصة ثانية (على أفضل مني) في دور : داوسون جون
- 2015 :كسر نقطة في دور : جوني يوتاه

### وصلات خارجية
- لوك بريسي على موقع IMDb (الإنجليزية)
- لوك بريسي على موقع ألو سيني (الفرنسية)
- لوك بريسي على موقع بوكس أوفيس موجو (الإنجليزية)
- لوك بريسي على موقع قاعدة بيانات الفيلم (الإنجليزية)